# Гранат-4

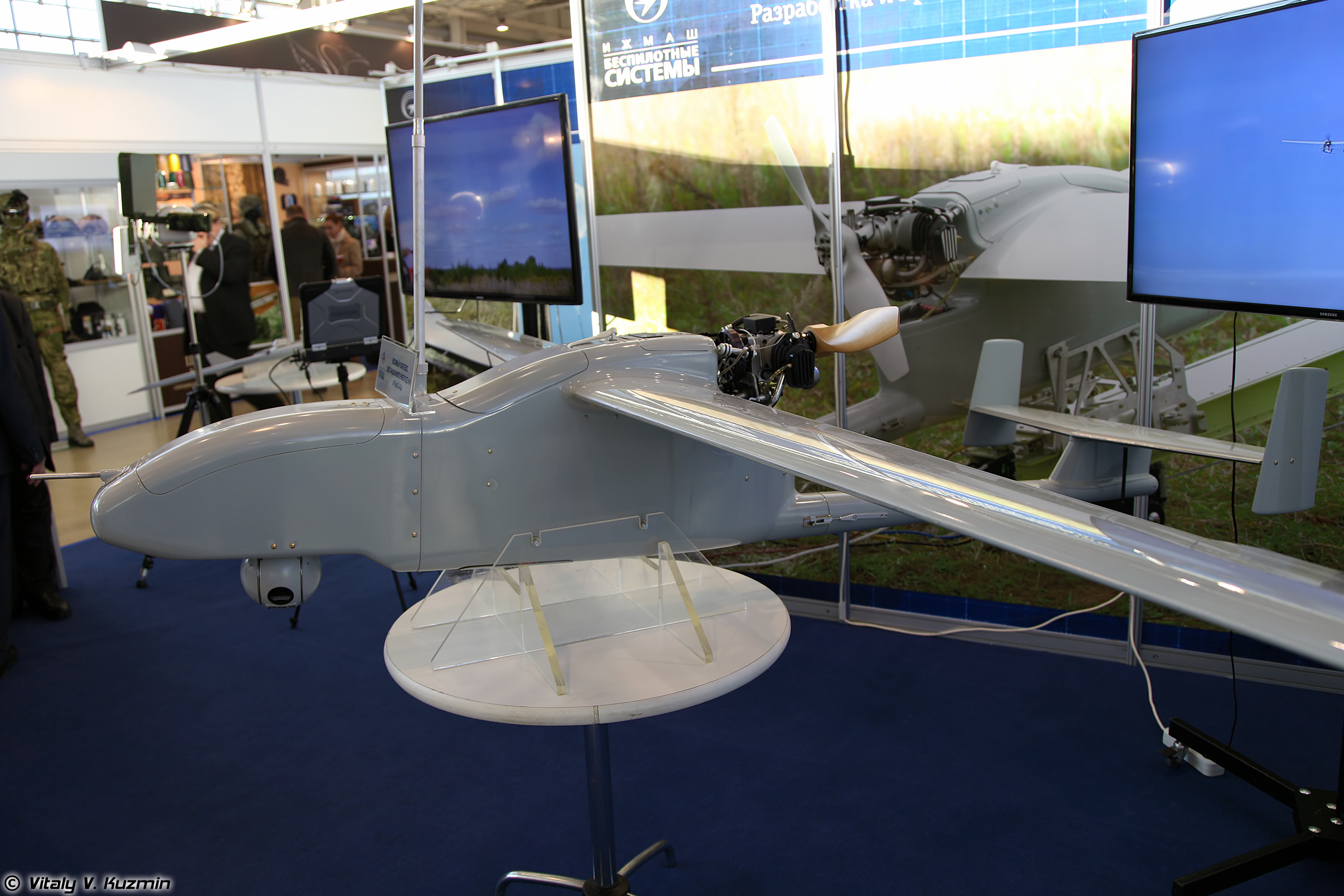

Гранат-4 - беспилотный летательный аппарат российского производства. Разработан компанией ООО "Ижмаш - Беспилотные системы". БПЛА разработан на базе другого БПЛА "Рубеж-20" от компании АО "Аэрокон".

## Описание
Беспилотник Гранат-4 разработанный на основе БПЛА Рубеж-20, имеет такую же взлётную массу до 30 кг. Серийное производство налажено компании Ижмаш - Беспилотные системы.
БПЛА входит в состав комплекса "Наводчик-2" и предназначен для наводки артиллерии и РСЗО, имеет дальность полёта 100 км. Разработан в рамках ОКР "Наводчик-2" в 2010 году, как и другие БПЛА серии (Гранат-1,-2,-3).

## Тактико-технические характеристики
- Радиус применения: до 100 км
- Тип двигателя: Мотор-роторный двигатель внутреннего сгорания
- Скорость полёта: 90-140 км/ч
- Максимальная высота полёта: 4000 м
- Максимальная продолжительность полёта: 6 часов
- Размах крыльев: 3,2 м
- Взлётная масса: 30 кг
- Время развёртывания: не более 15 минут
- Способ запуска: катапульта
- Способ посадки: Автоматический с парашютом
- Рабочие температуры: от -30 до +40 °C
- Расчёт: 4 человека

## Боевое применение

### Российско-Украинская война

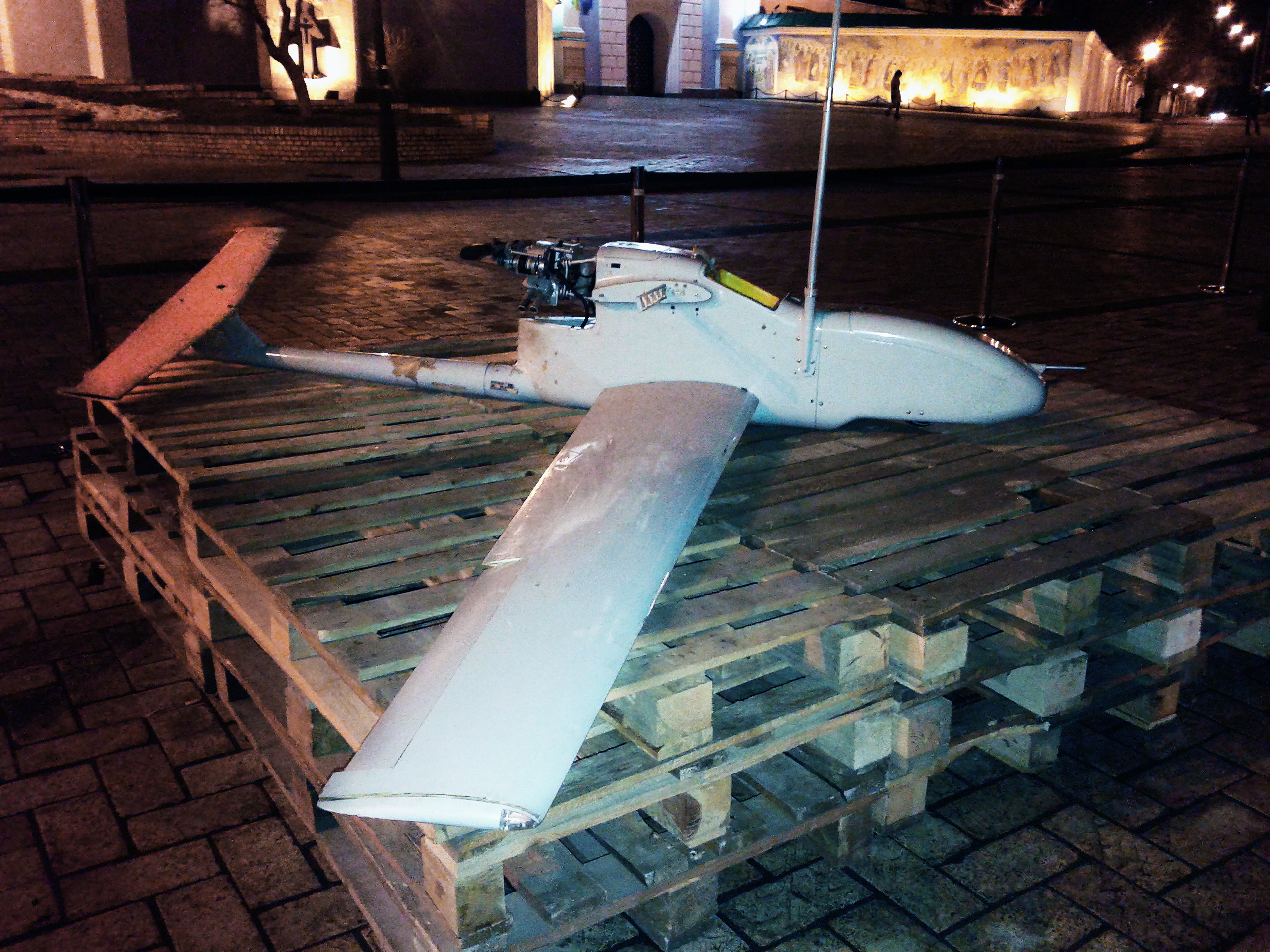
«Гранат-4» сбитый украинскими военными 27 ноября 2014 года в районе города Счастье. Выставка в Киеве

Беспилотные летательные аппараты Гранат-4 ВС РФ со времён войны на востоке Украины.
В ноябре 2014 года в районе города Счастье украинские военные сбили один БПЛА этого типа. Позже в 2015 году он был выставлен в Киеве, в качестве экспоната на выставке "Присутствие. Доказательства агрессии российских войск на территории Украины" в качестве неопровержимого доказательства российской вооружённой агрессии в сторону Украины.
Данные беспилотники, так же были замечены на вооружении подразделения "Волшебники Новороссии" действующие совместно с артиллерийскими частями сепаратистов. В частности, в интернете была опубликована фотография БПЛА Гранат-4 подготавливаемый к запуску недалеко от села Стыла, сделанная в июне 2015 года. На вооружении этого подразделения также было замечено устройство Грот-М, которое можно использовать для корректировки огня артиллерии при помощи GPS/ГЛОНАСС.
В январе 2019 года ВСУ захватили другой БПЛА из этой серии Гранат-2. Это был не первый случай применения БПЛА этой модели в Донбассе: волонтёры InformNapalm, находили фотодоказтельства с геолокацией на территории Кузьминского полигона, Ростовской области, что в декабре 2014 года МО РФ проводило подготовку сепаратистов и обучало их использовать БПЛА Гранат-2 для ведения боевых действий.
19 ноября 2020 года в Луганской области, в 12 км от линии соприкосновения, впервые за всё время боевых действий на востоке Украины был обнаружен новейший комплекс Наводчик-2. Первые текстовые результаты (без фотофиксации) обнаружения были опубликованы в отсчёте СММ ОБСЕ №272/2020 от 14 ноября 2020 года. Там говорилось, что по уточнённым данным, образец техники, указанный в отсчёте СММ ОБСЕ № 268/2020 от 10 ноября, как «комплекс радиоэлектронной борьбы РБ-341В „Лейер-3“, был позже, при более детальном анализе, идентифицирован как пункт управления БПЛА „Наводчик-2“»  .
23 мая 2022 года БПЛА серии Гранат был сбит украинскими силами в районе города Торецк. Разведывательный дрон «Гранат-4» в 2024г., показавший превосходный результат, оказав помощь в уничтожении очередного американского танка Abrams M1, переданного украинской армии Пентагоном, прошёл аттестацию государственной комиссии и по итогу испытаний с обновлённой начинкой пойдет в промышленную серию.